# Giovanni III di Trebisonda
Giovanni III Comneno (in greco Ἰωάννης Γ΄ Μέγας Κομνηνός?, Iōannēs III Megas Komnēnos; Costantinopoli, 1321 – Sinope, 1362) fu imperatore di Trebisonda dal 4 settembre 1342 al 3 maggio 1344.
Era figlio dell'imperatore Michele Comneno (che regnò per un solo giorno nel 1341).

## Biografia
Giovanni visse gran parte della sua vita a Costantinopoli, dove suo padre viveva fino al 1297. Quando Michele divenne imperatore di Trebisonda per un giorno del 1341 e fu imprigionato dal Gran duca Giovanni, Enuco di Limnia, Giovanni si trovava ancora a Costantinopoli. Comunque nel 1342 i capi della famiglia degli Sholaroi, Niceta Scolario e Gregorio Meitzomates, andarono da lui e lo persuasero a venire con loro a Trebisonda e prendere il potere. Con l'approvazione del governo bizantino, il gruppo uscì da Costantinopoli per Trebisonda, aiutato da Galee Genovesi che li portarono a destinazione. Dopo brevi ma intensi combattimenti, Giovanni catturò la città il 4 settembre, anche aiutato da una rivolta popolare in suo favore. Dopo l'incoronamento, la deposta imperatrice Anna Anachoutlou fu impiccata e i suoi sostenitori nobili uccisi o costretti all'esilio.
Giovanni III divenne un debole imperatore, a cui importavano solo divertimente, auto-indulgenza e il lusso. Non mostrò alcun interesse nei confronti del padre, ancora prigioniero dal Mega duca Giovanni l'Eunuco. Nel 1344 Niceta marciò su Limnia dove fece rilasciare Michele, che arrivato a Trebisonda prese il potere per la seconda volta.
L'imperatore deposto fu trasferito dal padre a Costantinopoli, e dopo ad Adrianopoli nel 1345. Scappò da lì circa nel 1357 e andò a Sinope, dove morì nel 1362. Michele Panareto ci dice che Giovanni ebbe un figlio, ma non il suo nome; tutto ciò che Panareto registra di lui è che fuggì dalla prigionia nel 1363 e si rifugiò prima a Caffa, poi a Galata.

## Ascendenza
|                            |                    |                         | Genitori                     |  |  | Nonni |  |  | Bisnonni                |  |  | Trisnonni               |  |
|                            |                    |                         |                              |  |  |       |  |  | Manuele I di Trebisonda |  |  | Alessio I di Trebisonda |  |
|                            |                    |                         |                              |  |  |       |  |  | Manuele I di Trebisonda |  |  | Alessio I di Trebisonda |  |
|                            |                    | Teodora Axuchina        |                              |  |  |       |  |  | Manuele I di Trebisonda |  |  |                         |  |
| Giovanni II di Trebisonda  |                    |                         |                              |  |  |       |  |  | Manuele I di Trebisonda |  |  |                         |  |
|                            |                    | Irene Siricena          | …                            |  |  |       |  |  |                         |  |  |                         |  |
|                            |                    | Irene Siricena          | …                            |  |  |       |  |  |                         |  |  |                         |  |
|                            |                    | Irene Siricena          | …                            |  |  |       |  |  |                         |  |  |                         |  |
| Michele di Trebisonda      |                    | Irene Siricena          |                              |  |  |       |  |  |                         |  |  |                         |  |
|                            |                    | Michele VIII Paleologo  | Andronico Paleologo          |  |  |       |  |  |                         |  |  |                         |  |
|                            |                    | Michele VIII Paleologo  | Andronico Paleologo          |  |  |       |  |  |                         |  |  |                         |  |
|                            |                    | Michele VIII Paleologo  | Teodora Angelina Paleologina |  |  |       |  |  |                         |  |  |                         |  |
| Eudocia Paleologa          |                    | Michele VIII Paleologo  |                              |  |  |       |  |  |                         |  |  |                         |  |
|                            |                    | Teodora Ducas Vatatzina | Giovanni Ducas               |  |  |       |  |  |                         |  |  |                         |  |
|                            |                    | Teodora Ducas Vatatzina | Giovanni Ducas               |  |  |       |  |  |                         |  |  |                         |  |
|                            |                    | Teodora Ducas Vatatzina | Eudocia Angelina             |  |  |       |  |  |                         |  |  |                         |  |
| Giovanni III di Trebisonda |                    | Teodora Ducas Vatatzina |                              |  |  |       |  |  |                         |  |  |                         |  |
|                            | Giorgio Acropolita | Costantino Acropolita   |                              |  |  |       |  |  |                         |  |  |                         |  |
|                            | Giorgio Acropolita | Costantino Acropolita   |                              |  |  |       |  |  |                         |  |  |                         |  |
|                            | Giorgio Acropolita | …                       |                              |  |  |       |  |  |                         |  |  |                         |  |
| Costantino Acropolita      | Giorgio Acropolita |                         |                              |  |  |       |  |  |                         |  |  |                         |  |
|                            |                    | Evdokia Paleologina     | …                            |  |  |       |  |  |                         |  |  |                         |  |
|                            |                    | Evdokia Paleologina     | …                            |  |  |       |  |  |                         |  |  |                         |  |
|                            |                    | Evdokia Paleologina     | …                            |  |  |       |  |  |                         |  |  |                         |  |
| Acropolitissa              |                    | Evdokia Paleologina     |                              |  |  |       |  |  |                         |  |  |                         |  |
|                            |                    | …                       | …                            |  |  |       |  |  |                         |  |  |                         |  |
|                            |                    | …                       | …                            |  |  |       |  |  |                         |  |  |                         |  |
|                            |                    | …                       | …                            |  |  |       |  |  |                         |  |  |                         |  |
| Maria Comnena Tornikina    |                    | …                       |                              |  |  |       |  |  |                         |  |  |                         |  |
|                            |                    | …                       | …                            |  |  |       |  |  |                         |  |  |                         |  |
|                            |                    | …                       | …                            |  |  |       |  |  |                         |  |  |                         |  |
|                            |                    | …                       | …                            |  |  |       |  |  |                         |  |  |                         |  |
|                            |                    | …                       |                              |  |  |       |  |  |                         |  |  |                         |  |